# 平顶 (临界组件)

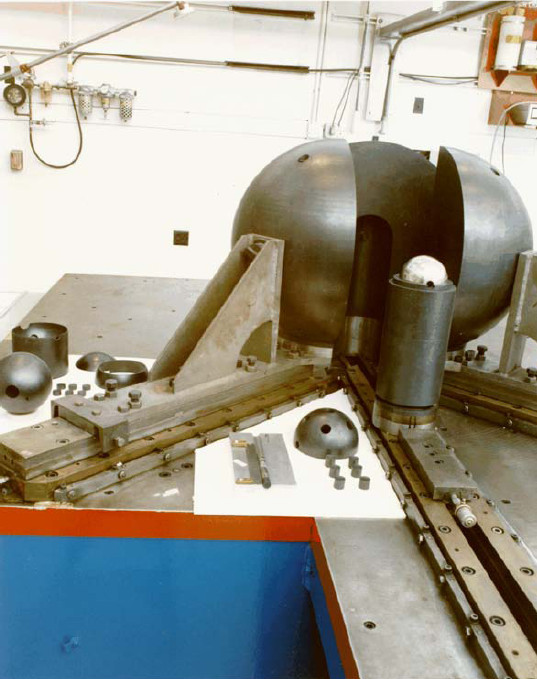
平顶实验，打开

平顶(Flattop)是一台临界质量检测装置，用于研究包裹在球形天然铀反射器中的铀-233、铀-235和钚-239的核特性。
平顶组件用于测量中子活化和反应性指数，由于反射器中的中子能量逐渐减少，因此，可根据所放置的位置在不同的能量光谱中进行实验.

## 规范
平顶是一种反射、检测、固定天然铀几何形状的关键性可组装设备，可以容纳钚或铀核芯。通过快中子能谱提供不同球形裂变材料的中子能级数据。平顶的主要任务包括基础反应堆的物理研究、样品辐照的放射化学研究、锕系元素最小临界质量研究、检测器校准和调试。而铀233核由于其高放射性的伽马射线而不再可用。
该实验最初是在位于洛斯阿拉莫斯帕贾里托区，也被称为18号技术区的洛斯阿拉莫斯国家实验室关键实验厂(LACEF)进行的。2005年，帕贾里托区开始关闭，核材料被转移到位于内华达国家安全区的国家临界实验研究中心(NCERC)。不过，国家临界实验研究中心仍由洛斯阿拉莫斯国家实验室负责运营。它的核研究能力包括平顶和其他三项关键组件，彗星、行星和戈迪瓦四号以及大量可供实验用的核材料。国家临界实验研究中心的关键业务开始于2011年，至今仍在继续运营。 

## 太空动力研究
2012年，平板被用于太空核能应用的关键演示。洛斯阿拉莫斯国家实验室计划的用平顶核裂变或达夫测试，演示将平顶用作核热源。美国宇航局格伦研究中心的一个团队与洛斯阿拉莫斯国家实验室反应堆设计团队合作，设计、建造并测试了一种热导管和动力转换系统，以耦合到平板上，最终目标是利用适用于太空应用的技术来制造电力。

## 控制
平板由一台半球形固定反射器和两台可移动的四分之一球面反射器组成，整个反射器可将核芯封闭在内。一台可移动的反射器由液压控制，另一台中则由电机驱动。